# Bjart Ording
Bjart Ording (Nes, 19 de mayo de 1898-Nes, 12 de octubre de 1975) fue un jinete noruego que compitió en la modalidad de concurso completo. Participó en dos Juegos Olímpicos de Verano en los años 1928 y 1952, obteniendo una medalla de plata en Ámsterdam 1928 en la prueba por equipos.

## Palmarés internacional
| Juegos Olímpicos | Juegos Olímpicos         | Juegos Olímpicos | Juegos Olímpicos |
| Año              | Lugar                    | Medalla          | Categoría        |
| ---------------- | ------------------------ | ---------------- | ---------------- |
| 1928             | Ámsterdam (Países Bajos) | Medalla de plata | Por equipos      |